# Danny Nucci
Danny Nucci (Klagenfurt, Karintia, Ausztria, 1968. szeptember 15. –) amerikai színész. 
Legismertebb szerepe Fabrizio DeRossi megformálása a Titanic című filmben.

## Fiatalkora és családja
Édesapja német-olasz származású, édesanyja francia-marokkói. Két testvére van: Natalie És Elle. A család Olaszországban élt, majd Nucci hétéves korában az Amerikai Egyesült Államokba költöztek. Egy ideig Queens, New Yorkban laktak, ezután áttelepültek Kaliforniába, ahol Nucci a Grant High School növendékeként érettségizett.

## Pályafutása
1985-ben debütált a mozivásznon Űrrandevú című filmjével.

## Magánélete
Felesége Paula Marshall színésznő, akivel a Friends & Lovers (1999) forgatásán ismerkedett meg. Két lányuk van. 

## Filmográfia
| Év        | Magyar cím                    | Eredeti cím                                      | Szerep           |
| --------- | ----------------------------- | ------------------------------------------------ | ---------------- |
| 2013-2018 | The Fosters                   | The Fosters                                      | Mike Foster      |
| 2006      |                               | World Trade Center                               | Giraldi          |
| 2003      | 10-8: Veszélyes őrjárat       | 10-8: Officers on Duty                           | Rico Amonte      |
| 2003      |                               | American Cousins                                 | Gino             |
| 2003      |                               | Mafia Doctor                                     | Frank            |
| 2002      | A Tűzgyújó 2. - A Fellángolás | Firestarter 2: Rekindled                         | Vincent Sforza   |
| 2001      | Lökött lakótársak             | Some of My Best Friends                          | Frankie Zito     |
| 1999      | Kopók                         | Snoops                                           | Manny Lott       |
| 1999      |                               | Friends & Lovers                                 | David 'Dave'     |
| 1998      | A Főbérlő titka               | Sublet                                           | Stuart Dempsey   |
| 1998      | Közbejött a szerelem          | Love Walked In                                   | Matt             |
| 1997      | Titanic                       | Titanic                                          | Fabrizio DeRossi |
| 1997      | Öri-Hari                      | That Old Feeling                                 | Joey Donna       |
| 1996      |                               | The Big Squeeze                                  | Jesse Torrejo    |
| 1995      | Rosszreménység foka           | Im Sog des Bösen                                 | Rico Sanchez     |
| 1994      | Szemben az igazsággal         | Blind Justice                                    | Roberto          |
| 1994      |                               | Ray Alexander: A Taste For Justice               | Paul Garcia      |
| 1993      | Mindent a gyermekemért        | For the Love of My Child: The Anissa Ayala Story | Airon Ayala      |
| 1993      |                               | A Matter Of Justice                              | Vince Grella     |
| 1990      | A Szerelem Könyve             | Book of Love                                     | Spider Bomboni   |
| 1986      | Ketten a hadsereg ellen       | Combat High                                      | Jai              |
| 1985      | Űrrandevú                     | Explorers                                        |                  |

## További információ
- Danny Nucci a PORT.hu-n (magyarul)
- Danny Nucci az Internetes Szinkronadatbázisban (magyarul)
- Danny Nucci az Internet Movie Database-ben (angolul)
- Danny Nucci a Rotten Tomatoeson (angolul)